# Urszula Augustyn
Urszula Danuta Augustyn z domu Krikiel (ur. 1 września 1964 w Tarnowie) – polska polityk, dziennikarka mediów katolickich, publicystka i pedagog, posłanka na Sejm V, VI, VII, VIII, IX i X kadencji, w 2015 sekretarz stanu w Ministerstwie Edukacji Narodowej.

## Życiorys
Jest córką Henryka i Teresy. W 1990 ukończyła studia magisterskie w krakowskiej Wyższej Szkole Pedagogicznej na Wydziale Filologii Polskiej. Przez 15 lat pracowała jako nauczycielka w szkołach podstawowych. Jako dziennikarka współpracowała z „Gościem Niedzielnym”, Radiem Plus Tarnów oraz z katolickim portalem Opoka, w którym redagowała informacje na podstawie serwisu polskiej sekcji Radia Watykańskiego. Była prezenterką w radiu RDN Małopolska. Współpracowała z Biurem Prasowym Konferencji Episkopatu Polski, redagując codzienny przegląd prasy. Pisała dla polonijnego miesięcznika „Nasze Słowo” w Hanowerze. Była członkinią zarządu Katolickiego Centrum Edukacji Młodzieży „Kana” w Tarnowie.
W 2005 z listy Platformy Obywatelskiej została wybrana na posłankę V kadencji w okręgu tarnowskim. W wyborach parlamentarnych w 2007 po raz drugi uzyskała mandat poselski, otrzymując 10 480 głosów. W wyborach w 2011 z powodzeniem ubiegała się o reelekcję z wynikiem 9724 głosy. W 2014 tygodnik „Polityka” na podstawie rankingu przeprowadzonego wśród polskich dziennikarzy parlamentarnych wymienił Urszulę Augustyn wśród 10 najlepszych posłów, podkreślając zwłaszcza wkład w problematykę edukacji.
7 stycznia 2015 powołana na stanowisko sekretarza stanu w Ministerstwie Edukacji Narodowej, pełniącego funkcję pełnomocnika rządu ds. bezpieczeństwa w szkołach. W wyborach w tym samym roku została ponownie wybrana do Sejmu, otrzymując 13 928 głosów. W listopadzie 2015 zakończyła urzędowanie na stanowisku wiceministra edukacji. W Sejmie VIII kadencji została zastępcą przewodniczącego Komisji do Spraw Petycji oraz członkinią Komisji Edukacji, Nauki i Młodzieży. Pracowała też w Komisji Polityki Społecznej i Rodziny oraz w Komisji Kultury i Środków Przekazu.
W wyborach w 2019 z powodzeniem ubiegała się o poselską reelekcję z ramienia Koalicji Obywatelskiej, otrzymując 20 120 głosów. W IX kadencji została zastępczynią przewodniczącego Komisji do Spraw Petycji oraz członkinią Komisji Kultury i Środków Przekazu. W 2023 została ponownie wybrana do Sejmu z wynikiem 27 047 głosów. Weszła w skład tych samych komisji sejmowych, ponownie też objęła funkcję wiceprzewodniczącej Komisji do Spraw Petycji.

## Wyniki w wyborach ogólnopolskich
| Wybory | Komitet wyborczy   | Komitet wyborczy      | Organ            | Okręg | Wynik          |
| ------ | ------------------ | --------------------- | ---------------- | ----- | -------------- |
| 2005   |                    | Platforma Obywatelska | Sejm V kadencji  | nr 15 | 4890 (2,20%)   |
| 2007   | Sejm VI kadencji   | Platforma Obywatelska | 10 480 (3,73%)   | nr 15 |                |
| 2011   | Sejm VII kadencji  | Platforma Obywatelska | 9724 (3,77%)     | nr 15 |                |
| 2015   | Sejm VIII kadencji | Platforma Obywatelska | 13 928 (4,78%)   | nr 15 |                |
| 2019   |                    | Koalicja Obywatelska  | Sejm IX kadencji | nr 15 | 20 120 (5,80%) |
| 2023   | Sejm X kadencji    | Koalicja Obywatelska  | 27 047 (6,70%)   | nr 15 |                |

## Odznaczenia
- Srebrna Odznaka „Zasłużony dla Ochrony Przeciwpożarowej” (2011)[13]